# Neurathhaus

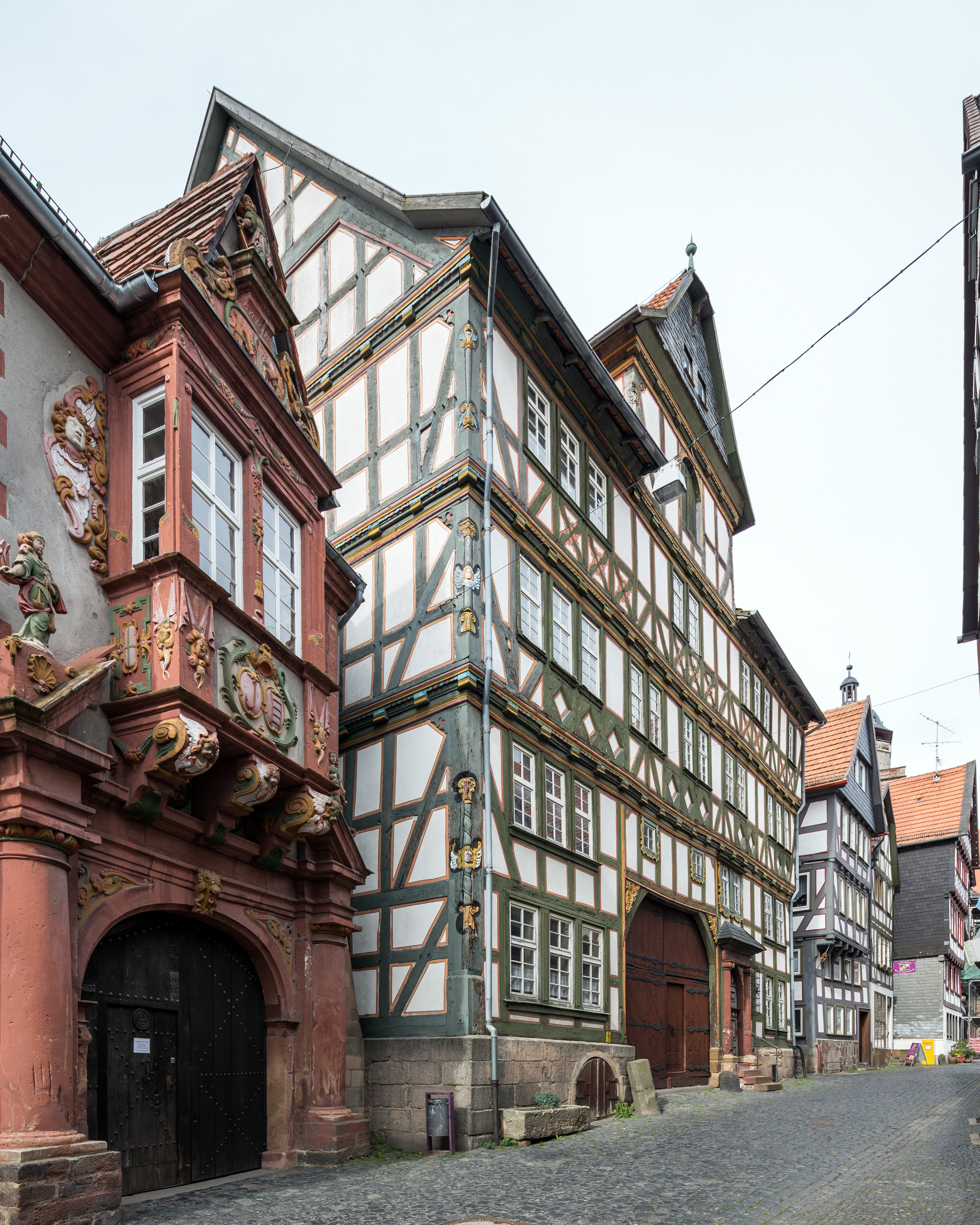
Ansicht von Südwesten

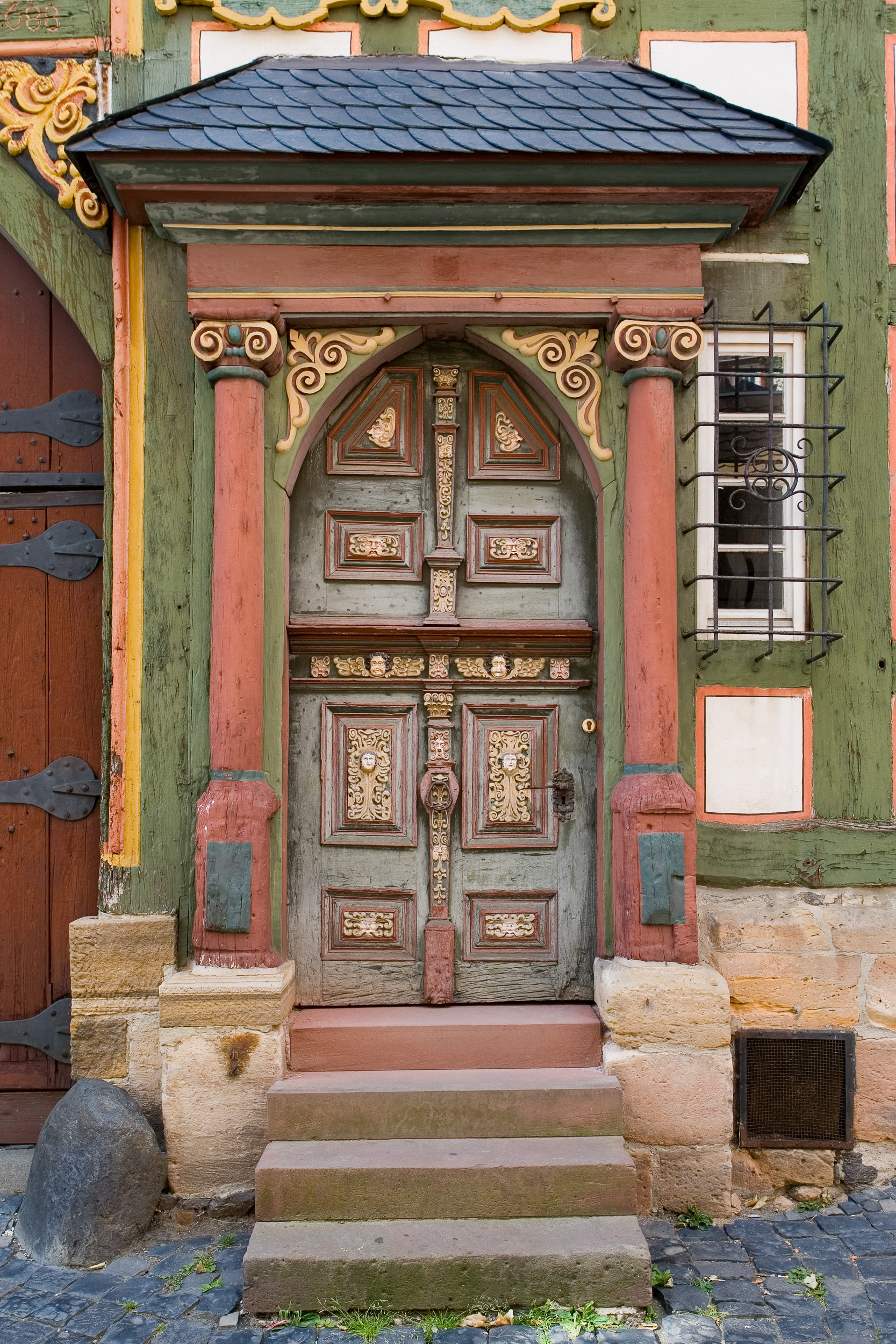
Portal

Das Neurathhaus in Alsfeld, einer Stadt im Vogelsbergkreis in Hessen, wurde 1688 errichtet. Das Fachwerkhaus an der Rittergasse 3/4 ist ein geschütztes Kulturdenkmal und heute Teil des Stadtmuseums.

## Beschreibung
Das Neurathhaus ist ein prächtiges Bürgerhaus, das im Auftrag des Constantin Neurath im Jahr 1688 erbaut wurde. Das Haus steht an der schmalen Rittergasse und besitzt vier Geschosse mit einem Zwerchgiebel im Dach. Das Gebäude besteht aus zwei Teilen, die von der Toreinfahrt geteilt werden. Das Erdgeschoss und das erste Obergeschoss sind aus durchlaufenden Eck- und Bundständern ausgeführt. Über der Toreinfahrt ist ein Zwischengeschoss, auf das der Rähmaufsatz der Obergeschosse folgt. Die Fachwerkkonstruktion ist mit vielen Schmuckelementen versehen. Besonders auffallend sind die Gefachtäfelungen mit rautenförmigen Aussparungen unterhalb der Fenster und die Gefachmalereien an der Seite zur Neurathgasse mit Darstellungen aus der Schöpfungsgeschichte.
An der Rittergasse ist die Inschrift „Soli Deo Gloria! Ist Gott für uns, wer mag wieder uns sein? Gott allein die Ehre Constantinus Neurath Juliana GeBohrne von Storndorff Anno Dommini 1688“ angebracht. An der rückwärtigen Scheune von 1687 steht „CUM DEO AEDIFICAVIT CONSTANTINUS NEURATH DIE V APRILIS ANNO SALUTIS NOSTRAE MDCLXXXVII“
Das prächtige Portal wird von zwei Säulen mit Kapitellen gerahmt. Die Türfüllungen sind mit Engelsköpfen und Maskaronen geschmückt.

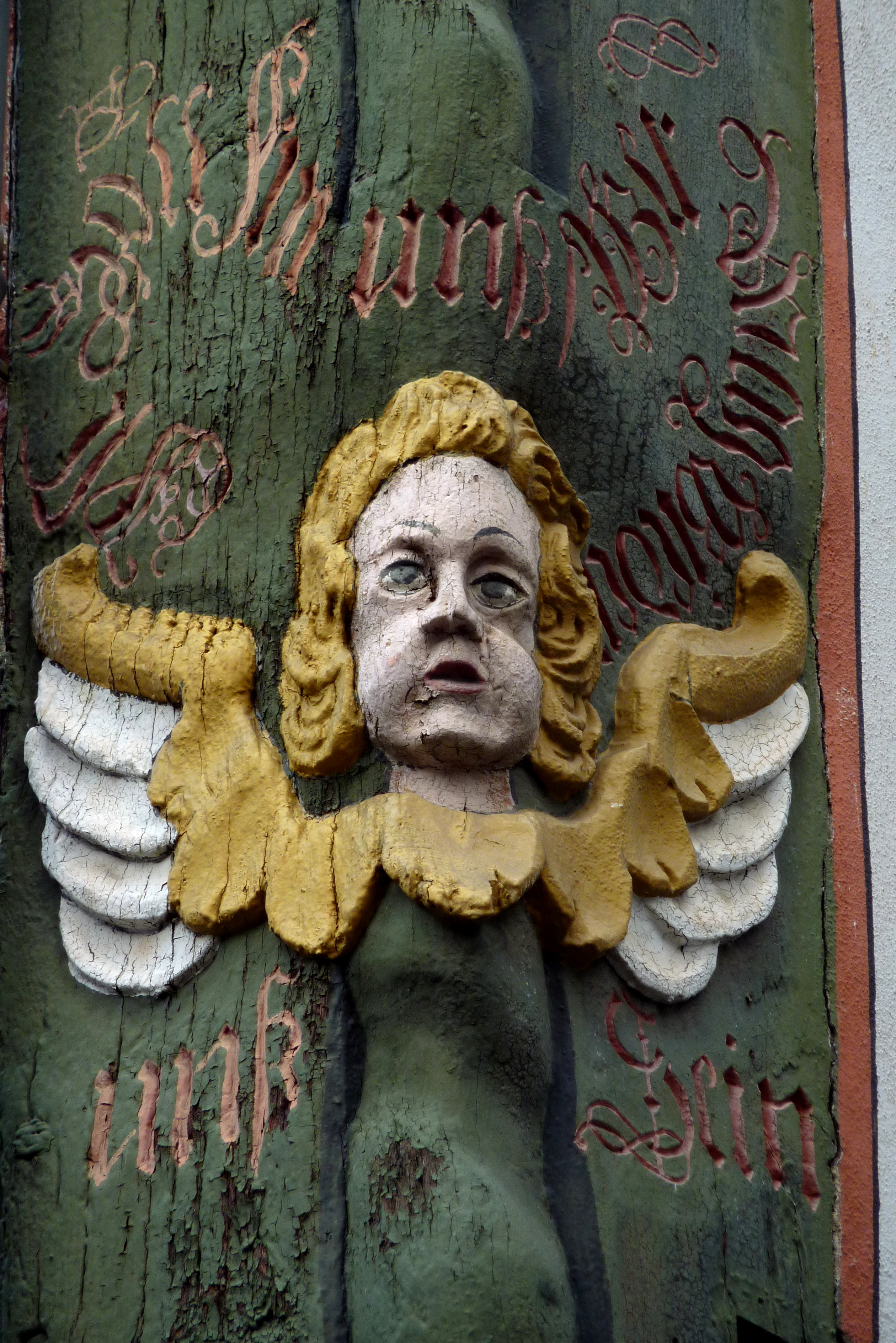
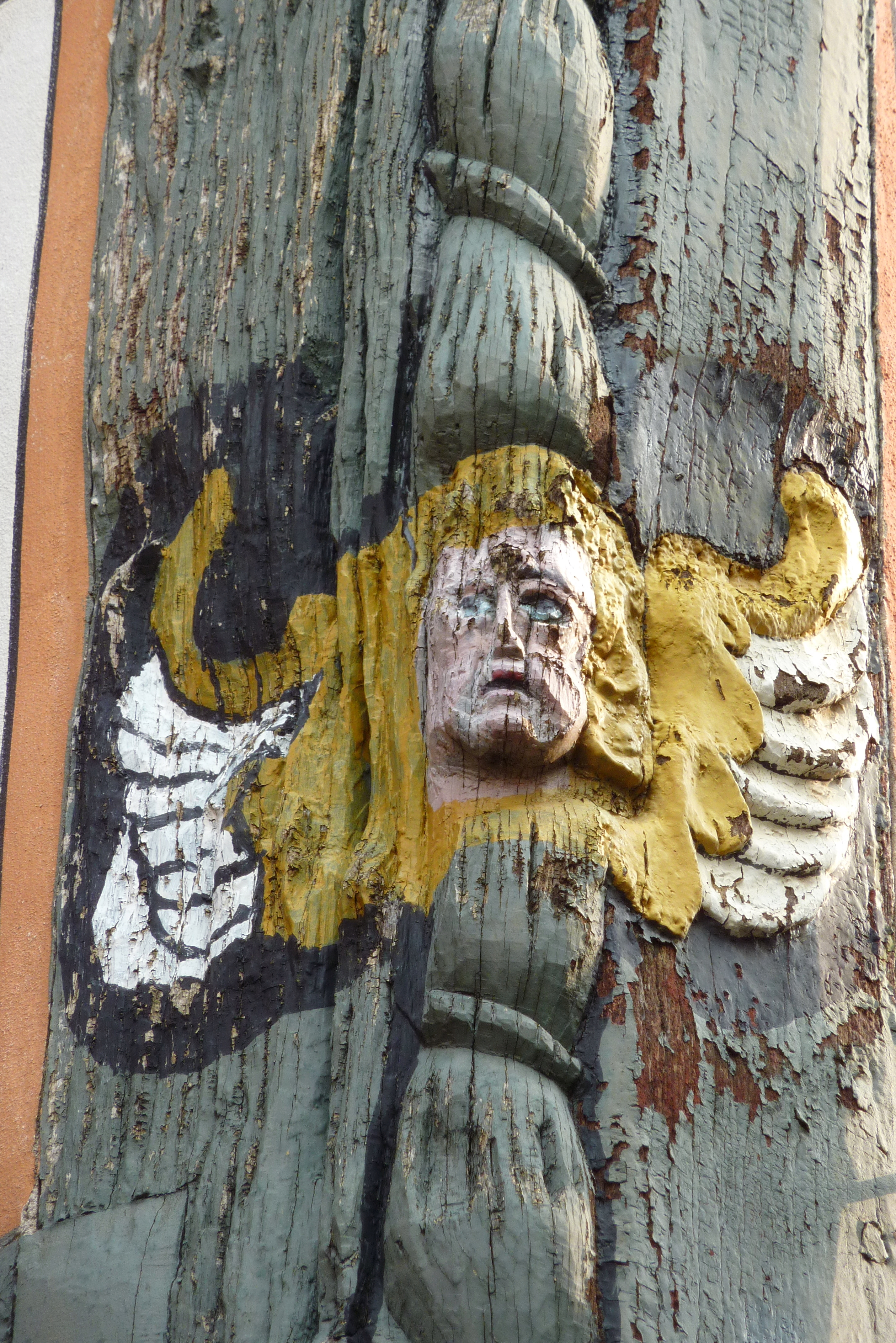
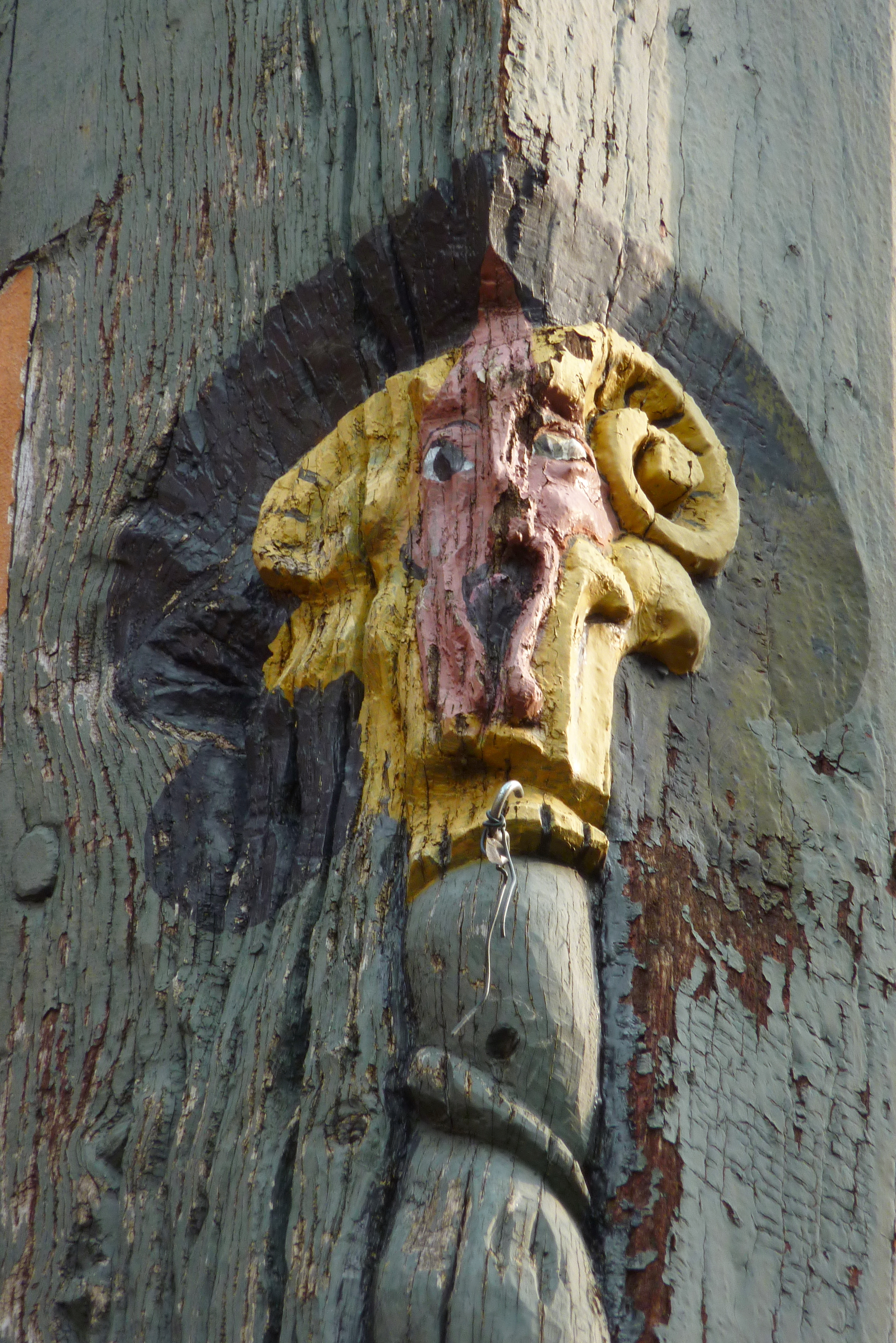